# Liste des parcs du canton de Genève
Cette page présente une liste des parcs du canton de Genève (Suisse), non exhaustive,  triés par communes.
En 2014, un recensement fédéral compte 1056 jardins historiques dignes de conservation dans le canton de Genève.

### Rive droite

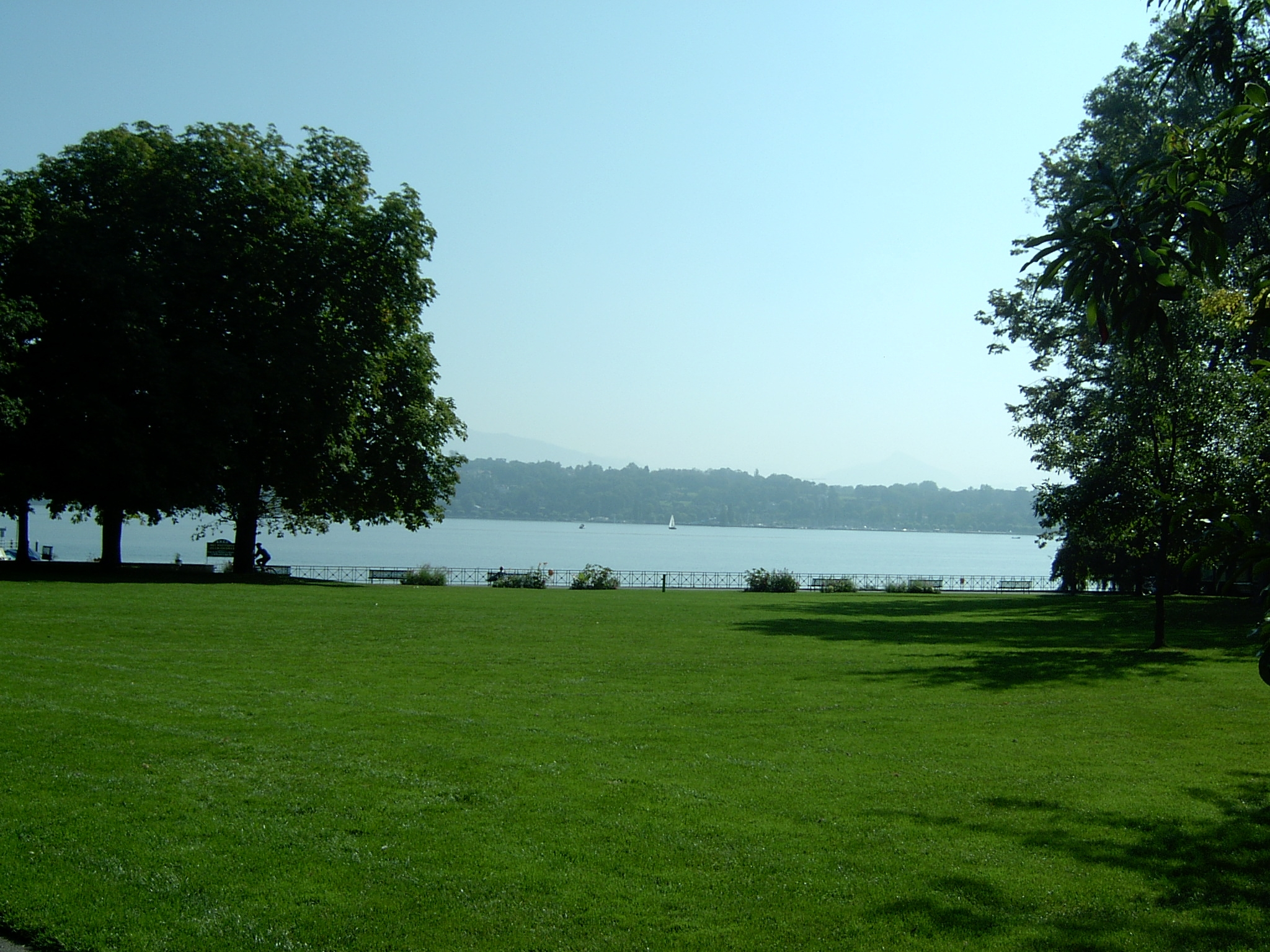
Parc Moynier.

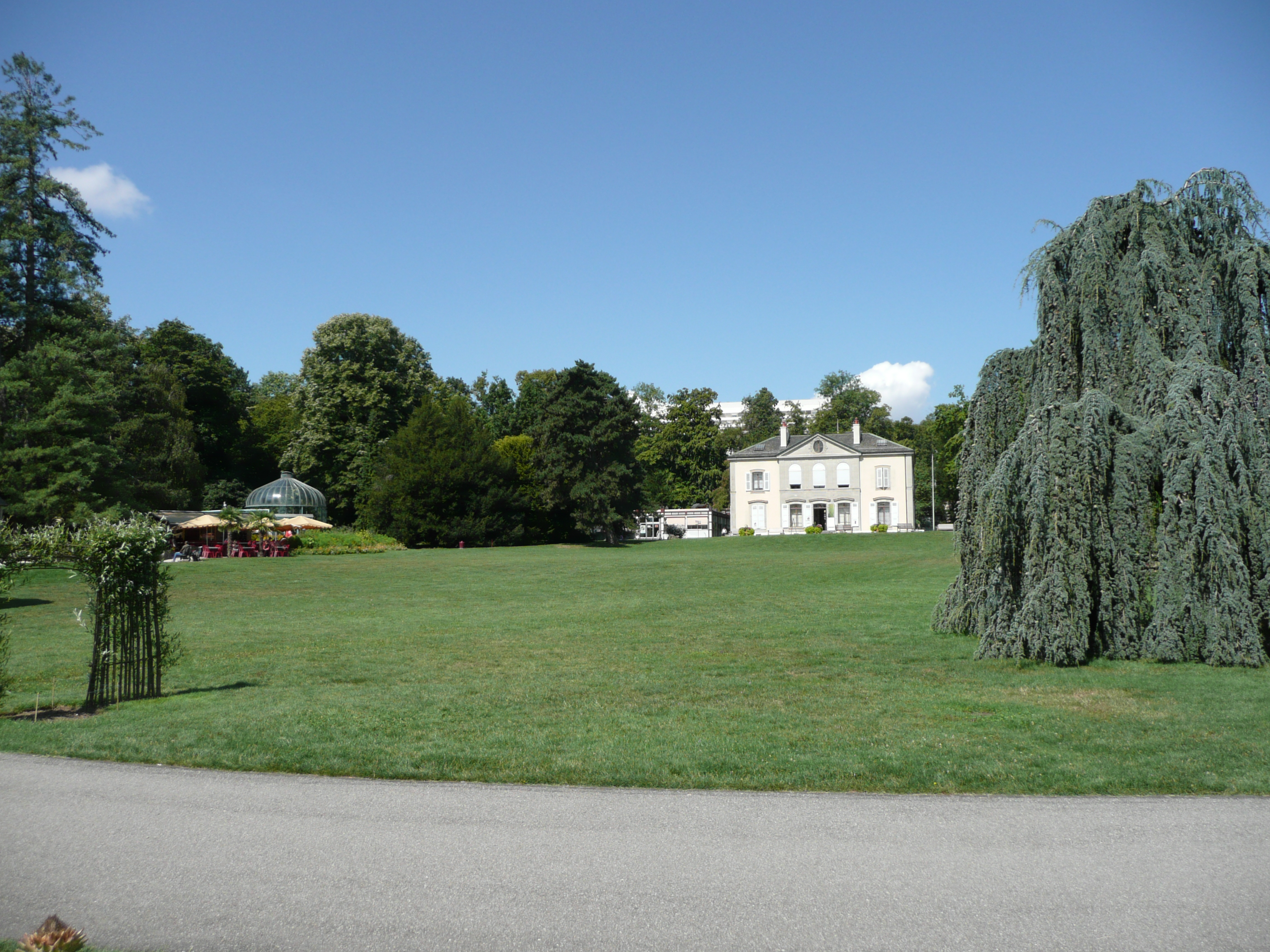
Jardin botanique.

## Genève(ville)

### Rive gauche

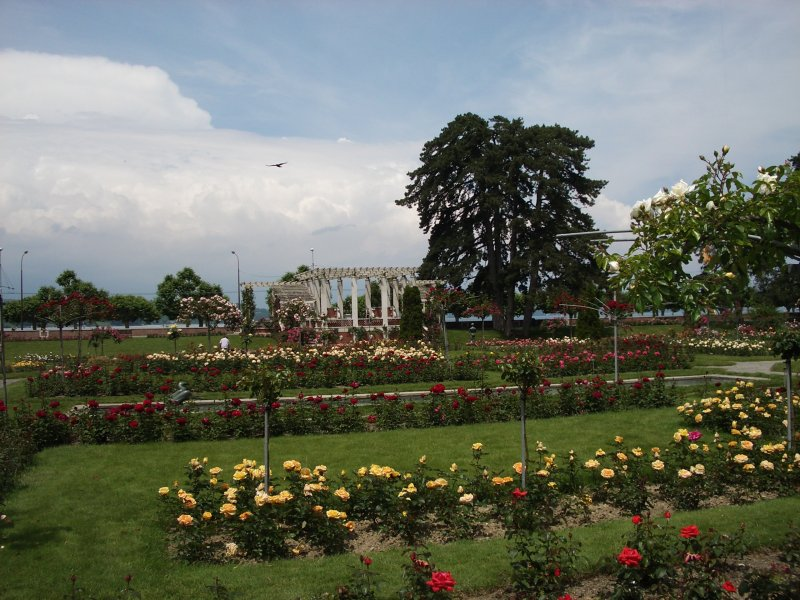
Parc de la Grange.

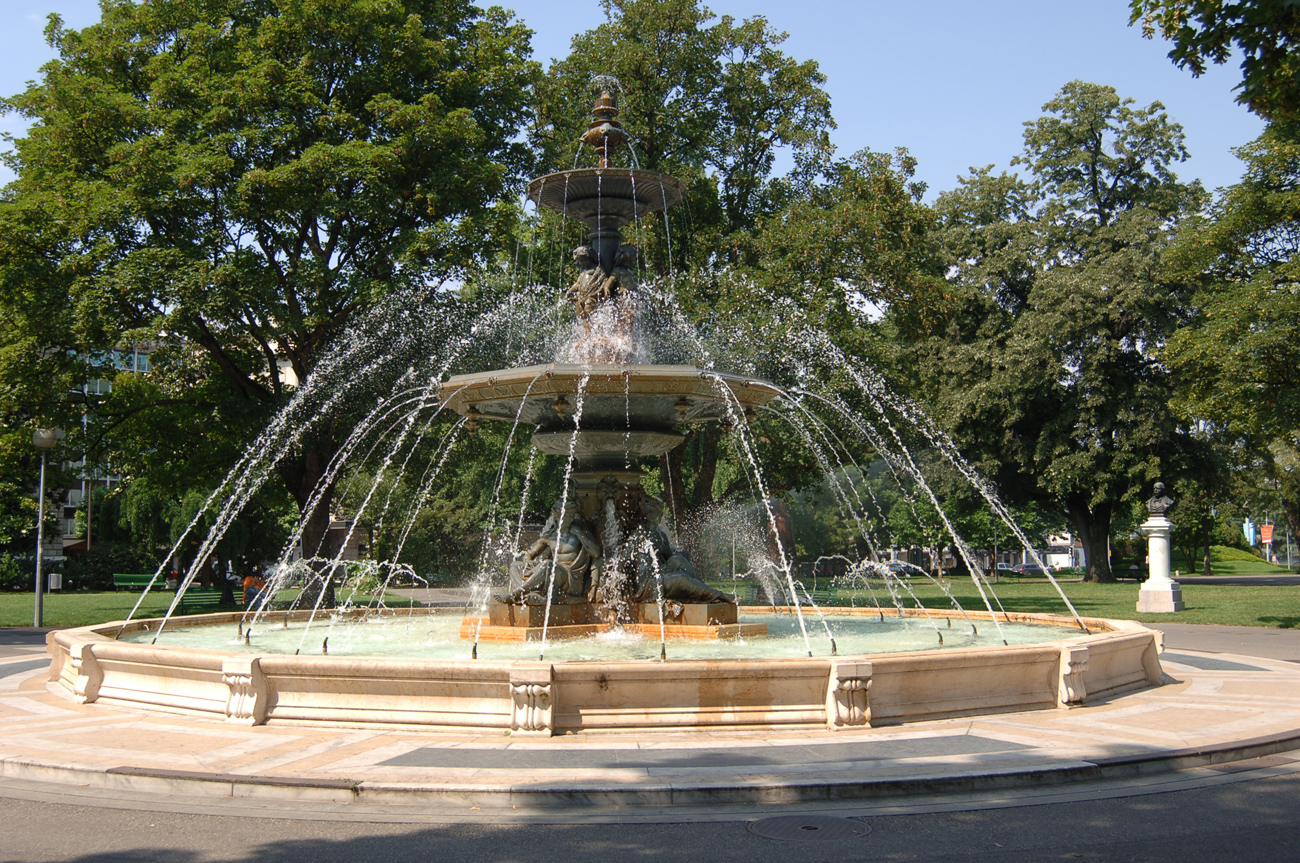
Jardin anglais.

- Bois-de-la-Bâtie
- Jardin anglais
- Parc Baud-Bovy
- Parc Bertrand
- Parc de la Grange
- Parc de Malagnou
- Parc des Acacias
- Parc des Bastions
- Parc des Chaumettes
- Parc de Contamines
- Parc des Eaux-Vives
- Parc Gourgas
- Plaine de Plainpalais
- Promenade de l'Observatoire
- Promenade de Saint-Antoine
- Promenade de la Treille
- Promenade du Pin

### Rive droite[2]
- Île Rousseau
- Jardin de la Paix
- Jardin des Alpes
- Jardin du Prieuré de Saint-Jean
- Parc Barton
- Parc Beaulieu
- Parc de Bourgogne
- Parc de Budé
- Parc de la Forêt
- Parc de l'Ariana
- Jardin botanique de Genève
- Parc de Saint-Jean
- Parc de Vermont
- Parc des Cropettes
- Parc des Délices
- Parc des Franchises
- Parc Geisendorf
- Parc Liotard
- Parc Mon Repos
- Parc Moynier
- Parc Trembley
- Parc William Rappard
- Perle-du-Lac

## Communes de la rive droite

### Bellevue
- Parc Simon-Eggly
- Parc de la Mairie

### Pregny-Chambésy
- Terres de Pregny (Jardin botanique de Genève)
- Parc de l'Impératrice
- Domaine de Penthes

### Meyrin
- Bois du Lan
- Bois de la Citadelle
- Campagne Charnaux
- Jardin botanique alpin
- Parc de Riantbosson
- Promenade des Ailes
- Promenade de Planta
- Promenade de la Solitude
- Promenade de Vaudagne
- Terrain Jakob

### Vernier
- Parc Chauvet-Lullin
- Étang des Tritons

### Versoix
- Parc de la Mairie

## Communes de la rive gauche

### Chêne-Bourg
- Parc de l'Ancienne Mairie
- Parc de l'avenue de Thônex
- Parc Dinu Lipatti
- Parc Floquet
- Parc Floraire
- Parc Gautier
- Parc Mirany

### Cologny
- Genève-Plage

### Confignon
- Centre intercommunal de sports, loisirs et nature des Evaux (partagé avec Onex)

### Lancy
- Parc Bernasconi
- Parc Cérésole
- Parc de la Chapelle
- Parc Chuit
- Parc Émile-Dupont
- Promenade des Fraisiers
- Parc du Gué
- Parc Louis-Bertrand
- Parc de la Mairie
- Parc Marignac
- Parc Navazza-Oltramare
- Parc de la Pralie
- Square des Rambossons
- Parc En Sauvy
- Parc de Sous-Bois
- Parc de Surville
- Parc Tressy-Cordy

### Onex
- Bois-de-la-Chapelle
- Centre intercommunal de sports, loisirs et nature des Evaux (partagé avec Confignon)
- Parc Brot
- Parc du Gros-Chêne
- Parc de la Mairie
- Parc des Racettes

### Plan-les-Ouates
- Parc public de la Butte
- Parc public du Clos-des-Fontaines
- Parc public des Serves

### Thônex
- Parc Munier